# 걸복국인
진 열조 선열왕 걸복국인(秦 烈祖 宣烈王 乞伏國仁, ? ~ 388년, 재위 : 385년 ~ 388년)은 중국 오호 십육국 시대 서진의 초대 군주이다.

## 생애
걸복국인은 선비족 걸복부 출신으로 농서 지방에서 대대로 살아왔다. 그의 아버지 걸복사번(乞伏司繁)은 전진의 부견에 의해 남(南)선우로 임명되었고, 376년에 아버지가 죽자 그 지위를 계승하였다. 383년에 부견이 비수대전을 일으키자 걸복국인은 선봉장이 되어 종군하였는데 출정하기 직전 숙부인 걸복보퇴(乞伏步頹)가 농서에서 반란을 일으켰다. 부견은 걸복국인을 보내 반란을 진압하도록 하였는데, 걸복보퇴는 걸복국인의 토벌군을 맞아들여 걸복국인을 수장으로 추대하였다. 부견이 비수대전에서 대패하자 걸복국인은 농서에서 반란을 일으켰다.
385년, 걸복국인은 대도독·대장군·대선우·영(領) 진·하(河) 2주목을 자칭하고 건의(建義)로 개원하였다. 일반적으로 이때부터 서진이 건국된 것으로 본다. 용사성(勇士城)에 수도를 두고 12개 군을 설치하여 농서군 일대에서 할거하였다. 걸복국인은 농서 일대의 흉노·강족 등과 대립하면서 점차 세력을 확대하였다. 387년에는 부등의 세력에 가담하여 원천왕(苑川王)에 책봉되었다. 388년 6월에 사망하였다.

## 가계
- 아버지 : 걸복사번(乞伏司繁, ? ~ 376년) - 걸복부 수장
  - 본인 : 걸복국인
    - 아들 : 걸복공부(乞伏公府, ? ~ 412년) - 걸복국인 사망 당시에는 아직 어린 나이여서 왕위를 계승하지 못하였다. 후에 벼슬이 진위장군(振威將軍)에 이르렀다. 412년 정변을 일으켜 걸복건귀를 시해하였으나, 걸복치반에 의해 평정되면서 주살되었다.
    - 아들 : 걸복아시(乞伏阿柴, ? ~ 412년) - 걸복공부의 동생으로, 벼슬이 흥국(興國, 지금의 감숙성 임하회족자치주 임하현 동남)태수에 이르렀다. 412년 정변을 일으킨 걸복공부가 그에게로 달아나 의지하였으나, 걸복공부 토벌에 나선 걸복지달(乞伏智達)에게 주살되었다.

## 참고 문헌
- 방현령 외, 《진서》 권125 재기(載記) 제25
- 최홍(崔鴻). 《십육국춘추》 권14 서진록(西秦錄)
  - 권민균(權珉均) (2023년 10월). “『십육국춘추집보(十六國春秋輯補)』 역주(譯註)  「서진록(西秦錄)」 역주(譯註) Ⅰ”. 《중국사연구》 (중국사학회) (제146집): 231-269. 2024년 12월 19일에 확인함.
- 사마광, 《자치통감》 권105·106·107

| 전임 아버지 걸복사번 | 걸복선비의 수령 376년 ~ 385년 | 후임 (서진 건국) |

| 전임 (건국) | 제1대 서진의 군주 385년 ~ 388년 | 후임 동생 무원왕 걸복건귀 |